# Stenocercus nigrobarbatus
Stenocercus nigrobarbatus — вид ігуаноподібних ящірок родини Tropiduridae. Ендемік Перу. Описаний у 2020 році.

## Назва
Видова назва nigrobarbatus з латинської перекладається як «чорнобородий».

## Поширення й екологія
Stenocercus nigrobarbatus відомі з типової місцевості, що лежить у долині річки Мантаро в регіоні Уанкавеліка. Вони живуть у сухих тропічних лісах у міжандійських долинах. Зустрічаються на висоті від 1693 до 2920 м над рівнем моря.